# Ortro

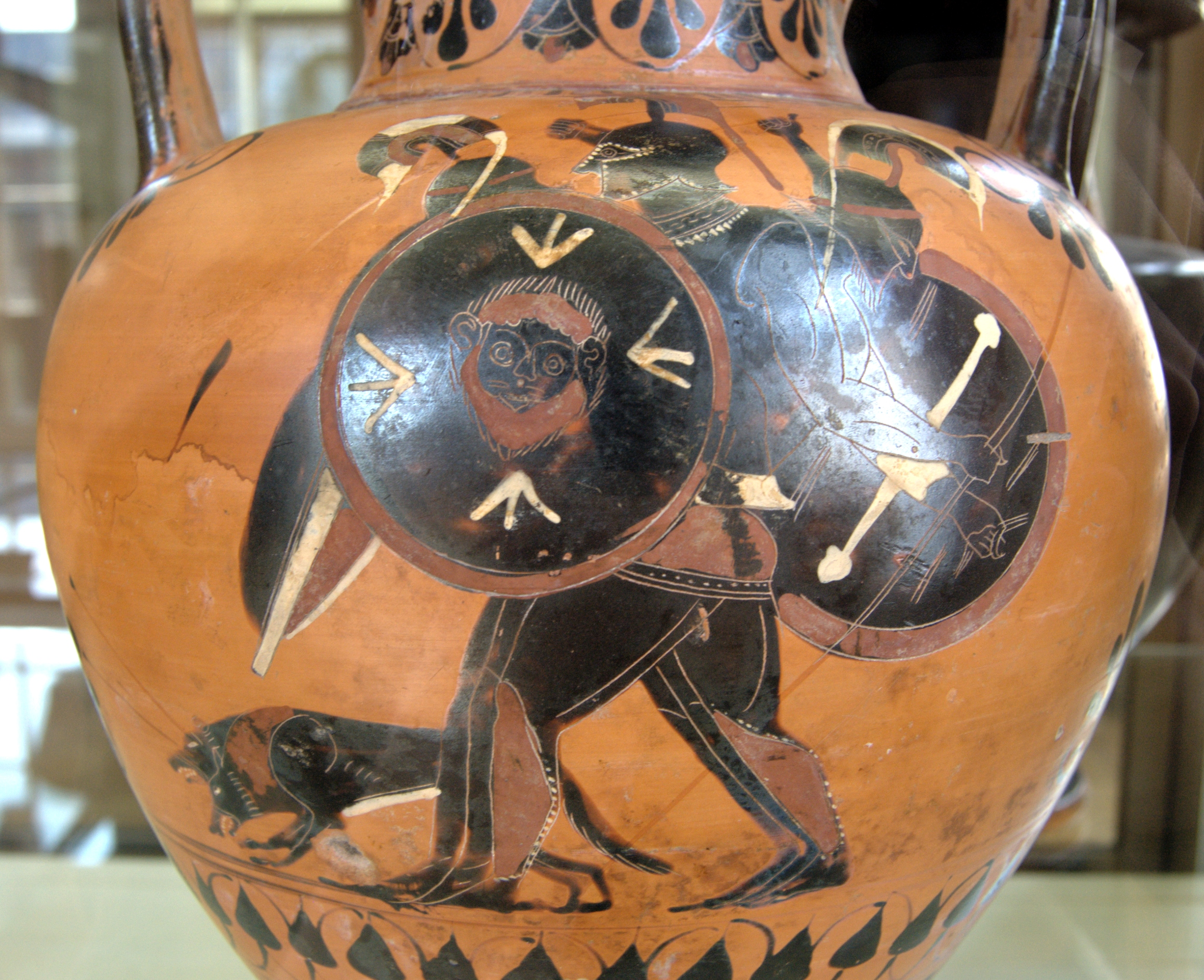
Ortro luchando con Gerión. Ánfora de figuras negras, ca. 540 a. C. (Biblioteca Nacional de Francia).

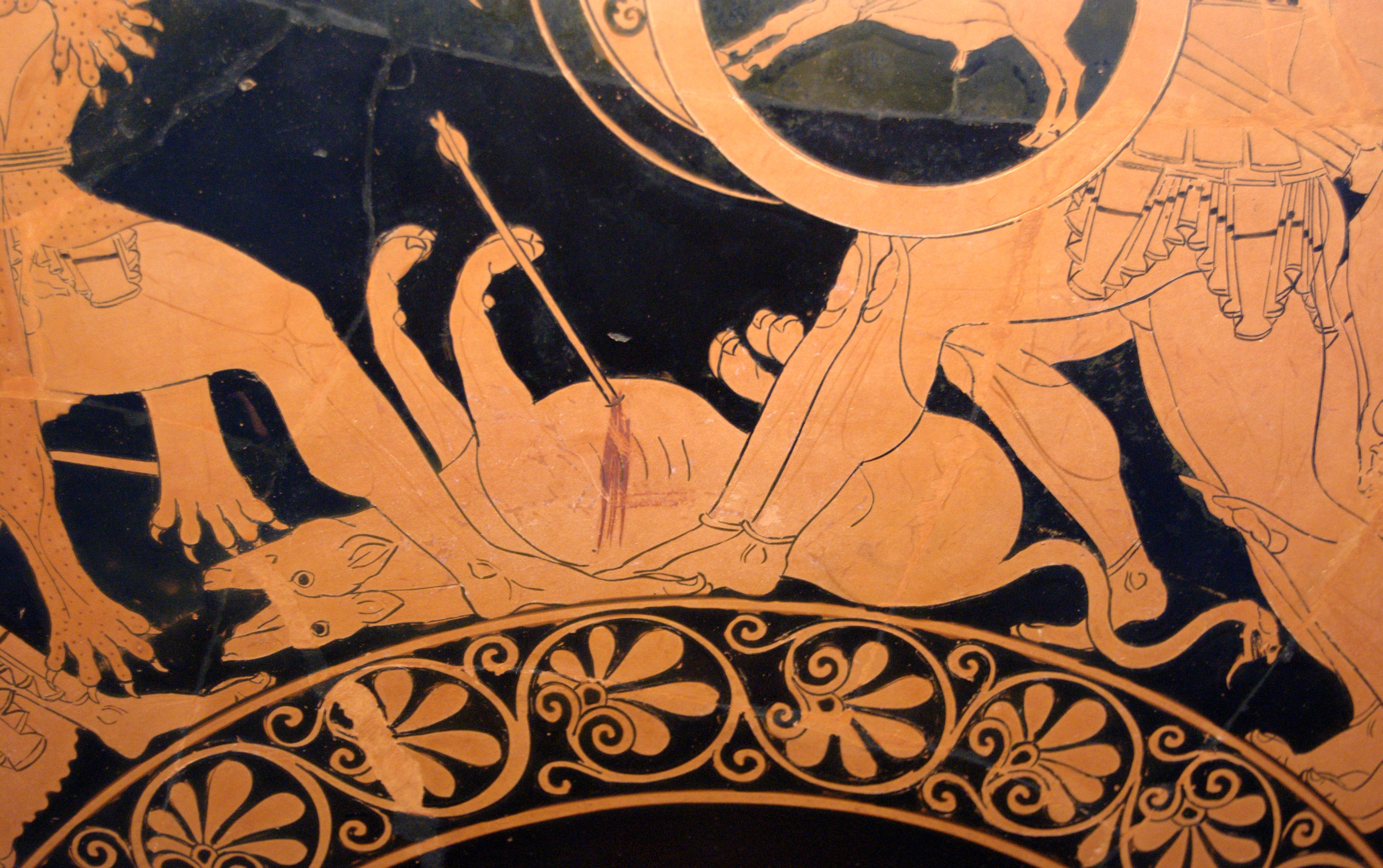
Ortro muerto a los pies de Gerión y Heracles. Detalle de una cílica de figuras rojas de Eufronio, 510-500 a. C. (Staatliche Antikensammlungen).

En la mitología griega, Ortro u Orto (en griego antiguo Ὄρθρος, Ὄρθος; ‘ocaso’ o ‘primitivo’) era un perro de dos cabezas, que guardaba el ganado de Gerión y que murió a manos de Heracles. La Biblioteca mitológica dice que el can poseía dos cabezas, como es habitualmente imaginado, no obstante la Teogonía no especifica el número de cabezas, y en algunas pocas representaciones Orto puede tener una sola cabeza, o tres, e incluso también una cola de serpiente.
Hesíodo, primer autor en mencionarlo, dice que Orto pertenece a la estirpe de los descendientes de Forcis y Ceto. Había nacido de la unión entre Equidna y Tifón, y sus hermanos eran Cerbero y la Hidra. También dice que Orto, en unión con la monstruosa Quimera, engendró a la Esfinge de Tebas y al león de Nemea. Aunque Hesíodo no especifica claramente la identidad de la madre de Orto al menos la Biblioteca mitológica sí se especifica que el perro había nacido de Tifón y Equidna.
Apolodoro nos dice que Euristeo, como décimo trabajo, le encargó a Heracles traer de Eritía las vacas de Gerión. Esta era una isla situada cerca del río Océano en tanto que las vacas del ganado de Gerión eran de color rojo y estaban custodiadas por el vaquero Euritión y el propio Orto. Ya en Eritía, Heracles pasó la noche en el monte Abas; el perro, al darse cuenta, lo atacó, pero él lo golpeó con la clava y mató a Euritión, que había acudido en ayuda de Orto. Menetes, que apacentaba allí las vacas de Hades, comunicó lo sucedido a Gerión, quien alcanzó a Heracles cerca del río Antemunte.
Píndaro habla no de un solo perro sino de varios: «(Heracles) a quien antaño los perros audaces de Gerión temieron erizados». Es el único autor en referirse en plural y no se sabe si esto se debe a las cabezas de Orto o si el poeta recogía una tradición diferente.
Su primer dueño fue el titán Atlas, quien posteriormente lo entregó al gigante Gerión.
Según Quinto de Esmirna, Ortro aparecía representado junto con su hermano Cerbero en el escudo de Eurípilo, hijo de Télefo.